# إيرني بارك
إيرني بارك (بالإنجليزية: Ernie Park)‏ هو لاعب كرة قدم أمريكية أمريكي، ولد في 12 أكتوبر 1940 في سان أنجيلو في الولايات المتحدة.